# الطيران الدولي
الطيران الدولي (بالإنجليزية: Flight International)‏ هي مجلة أسبوعية بريطانية تهتم بعمليات التصنيع والفضاء والطيران والنقل الجوي وأعمال الطيران التجارية والدفاع و الطيران العام ورحلات الفضاء . صدر العدد الأول منها في 1909. تصدر المجلة كل أسبوع. وهي باللغة الإنجليزية. تباع منها 43,000 نسخة.

## فريق العمل
- رئيس النحرير: Murdo Morrison

## وصلات خارجية
- الموقع الإلكتروني